# Mildella intramarginalis
Mildella intramarginalis là một loài thực vật có mạch trong họ Adiantaceae. Loài này được (Kaulf. ex Link) Trevis. miêu tả khoa học đầu tiên năm 1877.